# Paweł Kryszałowicz
Paweł Kryszałowicz (Słupsk, 23 giugno 1974) è un ex calciatore polacco, di ruolo attaccante.

## Carriera

### Club
Cresciuto nelle giovanili del Gryf 95 Słupsk, nel 1991 è stato integrato nella rosa della prima squadra. Nel 1994 si è trasferito a titolo definitivo al Zawisza Bydgoszcz. Nel gennaio 1995 è stato acquistato dall'Amica Wronki, squadra militante in I liga. Nel gennaio 2001 si è trasferito in Germania, all'Eintracht Francoforte. Nell'estate 2003 è tornato all'Amica Wronki. Dopo aver cominciato la stagione 2005-2006 con l'Amica Wronki, nell'agosto 2005 si è trasferito al Wisła Cracovia. Il 19 gennaio 2007 ha rescisso il proprio contratto con il Wisła Cracovia e 2 febbraio 2007 è tornato in Germania, firmando un contratto fino al termine della stagione con il SV Wilhelmshaven. Nell'estate 2007 è tornato nel club che lo aveva lanciato, il Gryf Słupsk. Dopo quattro stagioni con il Gryf, nel 2011 si è ritirato.

### Nazionale
Ha esordito in Nazionale il 9 ottobre 1999, in Svezia-Polonia (2-0), subentrando a Andrzej Juskowiak al minuto 81. Ha messo a segno la sua prima rete con la selezione polacca il 4 aprile 2000, nell'amichevole Paesi Bassi-Polonia (3-1), siglando il gol del momentaneo 1-1 al minuto 38 del primo tempo. Ha partecipato, con la selezione polacca, al Mondiale 2002. È sceso in campo, inoltre, nelle qualificazioni ai Mondiali 2002 e 2006 e nelle qualificazioni agli Europei 2000 e 2004. Ha collezionato in totale, con la maglia della Polonia, 33 presenze e 10 reti.

## Statistiche

### Presenze e reti nei club
| Stagione                     | Squadra                      | Campionato                   | Campionato | Campionato | Coppe nazionali | Coppe nazionali | Coppe nazionali | Coppe continentali | Coppe continentali | Coppe continentali | Altre coppe | Altre coppe | Altre coppe | Totale | Totale | Totale |
| Stagione                     | Squadra                      | Comp                         | Pres       | Reti       | Comp            | Pres            | Reti            | Comp               | Pres               | Reti               | Comp        | Pres        | Reti        | Pres   | Reti   |        |
| ---------------------------- | ---------------------------- | ---------------------------- | ---------- | ---------- | --------------- | --------------- | --------------- | ------------------ | ------------------ | ------------------ | ----------- | ----------- | ----------- | ------ | ------ | ------ |
| 1991-1992                    | Gryf Słupsk                  | III                          | ?          | ?          | -               | -               | -               | -                  | -                  | -                  | -           | -           | -           | ?      | ?      |        |
| 1992-1993                    | Gryf Słupsk                  | LO                           | ?          | ?          | -               | -               | -               | -                  | -                  | -                  | -           | -           | -           | ?      | ?      |        |
| 1993-1994                    | Gryf Słupsk                  | III                          | ?          | ?          | -               | -               | -               | -                  | -                  | -                  | -           | -           | -           | ?      | ?      |        |
| Totale Gryf Słupsk           | Totale Gryf Słupsk           | Totale Gryf Słupsk           | 53         | 17         |                 | -               | -               |                    | -                  | -                  |             | -           | -           | 53     | 17     |        |
| 1994-gen. 1995               | Zawisza Bydgoszcz            | II                           | 20         | 14         | PP              | ?               | ?               | -                  | -                  | -                  | -           | -           | -           | 20+    | 14+    |        |
| gen.-giu. 1995               | Amica Wronki                 | I                            | 10         | 7          | PP              | ?               | ?               | -                  | -                  | -                  | -           | -           | -           | 10+    | 7+     |        |
| 1995-1996                    | Amica Wronki                 | I                            | 31         | 6          | PP              | ?               | ?               | -                  | -                  | -                  | -           | -           | -           | 31+    | 6+     |        |
| 1996-1997                    | Amica Wronki                 | I                            | 18         | 2          | PP              | ?               | ?               | -                  | -                  | -                  | -           | -           | -           | 18+    | 2+     |        |
| 1997-1998                    | Amica Wronki                 | I                            | 32         | 10         | PP              | ?               | ?               | -                  | -                  | -                  | -           | -           | -           | 32+    | 10+    |        |
| 1998-1999                    | Amica Wronki                 | I                            | 27         | 8          | PP              | ?               | ?               | CDC                | 4                  | 2                  | -           | -           | -           | 31+    | 10+    |        |
| 1999-2000                    | Amica Wronki                 | I                            | 27         | 11         | PP              | 8               | 4               | UEFA               | 4                  | 2                  | -           | -           | -           | 39     | 17     |        |
| 2000-gen. 2001               | Amica Wronki                 | I                            | 11         | 6          | PP              | ?               | ?               | UEFA               | 5                  | 3                  | -           | -           | -           | 16+    | 9+     |        |
| Totale Amica Wronki          | Totale Amica Wronki          | Totale Amica Wronki          | 156        | 50         |                 | 8+              | 4+              |                    | 13                 | 7                  |             | -           | -           | 177+   | 61+    |        |
| gen.-giu. 2001               | Eintracht Francoforte        | BL                           | 18         | 7          | DFBP            | 0               | 0               | -                  | -                  | -                  | -           | -           | -           | 18     | 7      |        |
| 2001-2002                    | Eintracht Francoforte        | 2BL                          | 30         | 15         | DFBP            | 2               | 0               | -                  | -                  | -                  | -           | -           | -           | 32     | 15     |        |
| 2002-2003                    | Eintracht Francoforte        | 2BL                          | 23         | 3          | DFBP            | 2               | 0               | -                  | -                  | -                  | -           | -           | -           | 25     | 3      |        |
| Totale Eintracht Francoforte | Totale Eintracht Francoforte | Totale Eintracht Francoforte | 71         | 25         |                 | 4               | 0               |                    | -                  | -                  |             | -           | -           | 75     | 25     |        |
| 2003-2004                    | Amica Wronki                 | I                            | 19         | 11         | PP              | 3               | 4               | -                  | -                  | -                  | -           | -           | -           | 22     | 15     |        |
| 2004-2005                    | Amica Wronki                 | I                            | 23         | 6          | PP              | 3               | 3               | UEFA               | 8                  | 2                  | -           | -           | -           | 35     | 12     |        |
| giu.-ago. 2005               | Amica Wronki                 | I                            | 4          | 2          | PP              | 0               | 0               | -                  | -                  | -                  | -           | -           | -           | 4      | 2      |        |
| Totale Amica Wronki          | Totale Amica Wronki          | Totale Amica Wronki          | 46         | 19         |                 | 6               | 7               |                    | 8                  | 2                  |             | -           | -           | 60     | 28     |        |
| ago. 2005-2006               | Wisła Cracovia               | I                            | 19         | 4          | PP              | 2               | 0               | UEFA               | 2                  | 0                  | -           | -           | -           | 23     | 4      |        |
| 2006-gen. 2007               | Wisła Cracovia               | I                            | 8          | 3          | PP              | 2               | 0               | UEFA               | 2                  | 0                  | -           | -           | -           | 12     | 3      |        |
| Totale Wisła Cracovia        | Totale Wisła Cracovia        | Totale Wisła Cracovia        | 27         | 7          |                 | 4               | 0               |                    | 4                  | 0                  |             | -           | -           | 35     | 7      |        |
| feb.-giu. 2007               | SV Wilhelmshaven             | RN                           | 13         | 2          | -               | -               | -               | -                  | -                  | -                  | -           | -           | -           | 13     | 2      |        |
| 2007-2008                    | Gryf Słupsk                  | IV                           | 27         | 11         | -               | -               | -               | -                  | -                  | -                  | -           | -           | -           | 27     | 11     |        |
| 2008-2009                    | Gryf Słupsk                  | IV                           | 25         | 6          | -               | -               | -               | -                  | -                  | -                  | -           | -           | -           | 25     | 6      |        |
| 2009-2010                    | Gryf Słupsk                  | IV                           | 20         | 8          | -               | -               | -               | -                  | -                  | -                  | -           | -           | -           | 20     | 8      |        |
| 2010-2011                    | Gryf Słupsk                  | IV                           | 9          | 1          | -               | -               | -               | -                  | -                  | -                  | -           | -           | -           | 9      | 1      |        |
| Totale Gryf Słupsk           | Totale Gryf Słupsk           | Totale Gryf Słupsk           | 81         | 26         |                 | -               | -               |                    | -                  | -                  |             | -           | -           | 81     | 26     |        |
| Totale carriera              | Totale carriera              | Totale carriera              | 413        | 145        |                 | 22+             | 11+             |                    | 25                 | 9                  |             | -           | -           | 460+   | 165+   |        |

### Cronologia presenze e reti in nazionale
| Cronologia completa delle presenze e delle reti in nazionale ― Polonia | Cronologia completa delle presenze e delle reti in nazionale ― Polonia | Cronologia completa delle presenze e delle reti in nazionale ― Polonia | Cronologia completa delle presenze e delle reti in nazionale ― Polonia | Cronologia completa delle presenze e delle reti in nazionale ― Polonia | Cronologia completa delle presenze e delle reti in nazionale ― Polonia | Cronologia completa delle presenze e delle reti in nazionale ― Polonia | Cronologia completa delle presenze e delle reti in nazionale ― Polonia |
| Data                                                                   | Città                                                                  | In casa                                                                | Risultato                                                              | Ospiti                                                                 | Competizione                                                           | Reti                                                                   | Note                                                                   |
| ---------------------------------------------------------------------- | ---------------------------------------------------------------------- | ---------------------------------------------------------------------- | ---------------------------------------------------------------------- | ---------------------------------------------------------------------- | ---------------------------------------------------------------------- | ---------------------------------------------------------------------- | ---------------------------------------------------------------------- |
| 9-10-1999                                                              | Solna                                                                  | Svezia                                                                 | 2 – 0                                                                  | Polonia                                                                | Qual. Euro 2000                                                        | -                                                                      | 81’                                                                    |
| 26-1-2000                                                              | Cartagena                                                              | Spagna                                                                 | 3 – 0                                                                  | Polonia                                                                | Amichevole                                                             | -                                                                      | 53’                                                                    |
| 23-2-2000                                                              | Saint-Denis                                                            | Francia                                                                | 1 – 0                                                                  | Polonia                                                                | Amichevole                                                             | -                                                                      | 56’                                                                    |
| 26-4-2000                                                              | Poznań                                                                 | Polonia                                                                | 0 – 0                                                                  | Finlandia                                                              | Amichevole                                                             | -                                                                      | 71’                                                                    |
| 4-6-2000                                                               | Losanna                                                                | Polonia                                                                | 1 – 3                                                                  | Paesi Bassi                                                            | Amichevole                                                             | 1                                                                      | 82’                                                                    |
| 7-10-2000                                                              | Łódź                                                                   | Polonia                                                                | 3 – 1                                                                  | Bielorussia                                                            | Qual. Mondiali 2002                                                    | -                                                                      | 46’ 66’                                                                |
| 11-10-2000                                                             | Cracovia                                                               | Polonia                                                                | 0 – 0                                                                  | Galles                                                                 | Qual. Mondiali 2002                                                    | -                                                                      | 55’                                                                    |
| 15-11-2000                                                             | Varsavia                                                               | Polonia                                                                | 1 – 0                                                                  | Islanda                                                                | Amichevole                                                             | -                                                                      |                                                                        |
| 28-2-2001                                                              | Larnaca                                                                | Polonia                                                                | 4 – 0                                                                  | Svizzera                                                               | Amichevole                                                             | -                                                                      | 40’ 46’                                                                |
| 24-3-2001                                                              | Oslo                                                                   | Norvegia                                                               | 2 – 3                                                                  | Polonia                                                                | Qual. Mondiali 2002                                                    | -                                                                      |                                                                        |
| 28-3-2001                                                              | Varsavia                                                               | Polonia                                                                | 4 – 0                                                                  | Armenia                                                                | Qual. Mondiali 2002                                                    | -                                                                      | 79’                                                                    |
| 25-4-2001                                                              | Bydgoszcz                                                              | Polonia                                                                | 1 – 1                                                                  | Scozia                                                                 | Amichevole                                                             | -                                                                      | 78’                                                                    |
| 2-6-2001                                                               | Cardiff                                                                | Galles                                                                 | 1 – 2                                                                  | Polonia                                                                | Qual. Mondiali 2002                                                    | 1                                                                      | 54’                                                                    |
| 6-6-2001                                                               | Erevan                                                                 | Armenia                                                                | 1 – 1                                                                  | Polonia                                                                | Qual. Mondiali 2002                                                    | -                                                                      |                                                                        |
| 15-8-2001                                                              | Reykjavík                                                              | Islanda                                                                | 1 – 1                                                                  | Polonia                                                                | Amichevole                                                             | -                                                                      |                                                                        |
| 1-9-2001                                                               | Chorzów                                                                | Polonia                                                                | 3 – 0                                                                  | Norvegia                                                               | Qual. Mondiali 2002                                                    | 1                                                                      | 75’                                                                    |
| 5-9-2001                                                               | Minsk                                                                  | Bielorussia                                                            | 4 – 1                                                                  | Polonia                                                                | Qual. Mondiali 2002                                                    | -                                                                      | 46’                                                                    |
| 6-10-2001                                                              | Chorzów                                                                | Polonia                                                                | 1 – 1                                                                  | Ucraina                                                                | Qual. Mondiali 2002                                                    | -                                                                      | 46’                                                                    |
| 14-11-2001                                                             | Poznań                                                                 | Polonia                                                                | 0 – 0                                                                  | Camerun                                                                | Amichevole                                                             | -                                                                      | 46’                                                                    |
| 13-2-2002                                                              | Limassol                                                               | Polonia                                                                | 4 – 1                                                                  | Irlanda del Nord                                                       | Amichevole                                                             | 2                                                                      | 82’                                                                    |
| 27-3-2002                                                              | Łódź                                                                   | Polonia                                                                | 0 – 2                                                                  | Giappone                                                               | Amichevole                                                             | -                                                                      | 46’                                                                    |
| 17-4-2002                                                              | Łódź                                                                   | Polonia                                                                | 1 – 2                                                                  | Romania                                                                | Amichevole                                                             | -                                                                      |                                                                        |
| 18-5-2002                                                              | Danzica                                                                | Polonia                                                                | 1 – 0                                                                  | Estonia                                                                | Amichevole                                                             | -                                                                      | 46’                                                                    |
| 4-6-2002                                                               | Pusan                                                                  | Corea del Sud                                                          | 2 – 0                                                                  | Polonia                                                                | Mondiali 2002 - 1º turno                                               | -                                                                      | 46’                                                                    |
| 10-6-2002                                                              | Jeonju                                                                 | Portogallo                                                             | 4 – 0                                                                  | Polonia                                                                | Mondiali 2002 - 1º turno                                               | -                                                                      |                                                                        |
| 14-6-2002                                                              | Daejeon                                                                | Polonia                                                                | 3 – 1                                                                  | Stati Uniti                                                            | Mondiali 2002 - 1º turno                                               | 1                                                                      |                                                                        |
| 21-8-2002                                                              | Stettino                                                               | Polonia                                                                | 1 – 1                                                                  | Belgio                                                                 | Amichevole                                                             | -                                                                      | 76’                                                                    |
| 6-6-2003                                                               | Poznań                                                                 | Polonia                                                                | 3 – 0                                                                  | Kazakistan                                                             | Amichevole                                                             | -                                                                      | 46’                                                                    |
| 20-8-2003                                                              | Tallinn                                                                | Estonia                                                                | 1 – 2                                                                  | Polonia                                                                | Amichevole                                                             | -                                                                      | 46’                                                                    |
| 6-9-2003                                                               | Riga                                                                   | Lettonia                                                               | 0 – 2                                                                  | Polonia                                                                | Qual. Euro 2004                                                        | -                                                                      | 46’                                                                    |
| 10-9-2003                                                              | Cracovia                                                               | Polonia                                                                | 0 – 2                                                                  | Svezia                                                                 | Qual. Euro 2004                                                        | -                                                                      | 74’                                                                    |
| 21-2-2004                                                              | San Fernando                                                           | Fær Øer                                                                | 0 – 6                                                                  | Polonia                                                                | Amichevole                                                             | 4                                                                      | 46’                                                                    |
| 4-9-2004                                                               | Belfast                                                                | Irlanda del Nord                                                       | 0 – 3                                                                  | Polonia                                                                | Qual. Mondiali 2006                                                    | -                                                                      | 84’                                                                    |
| Totale                                                                 |                                                                        | Presenze                                                               | 33                                                                     |                                                                        | Reti                                                                   | 10                                                                     |                                                                        |

## Palmarès

### Club

#### Competizioni nazionali
- Coppa di Polonia: 3

Amica Wronki: 1998, 1999, 2000
- Supercoppa di Polonia: 2

Amica Wronki: 1998, 1999